# Speedster Center Seibt
Das Speedster Center Seibt war ein deutscher Hersteller von Automobilen.

## Unternehmensgeschichte
Richard Seibt gründete das Unternehmen. Der Firmensitz war an der Ulmer Straße 75 in Augsburg. Ab 1988 stellte er Umbauten her. 1990 begann die Produktion von Automobilen. Der Markenname lautete Seibt. Richard Seibt betreibt heute RetroTech in Gessertshausen, früher Diedorf.

## Fahrzeuge
Zunächst bestand das Angebot aus Umbauten auf Basis des VW Käfers. Das Modell Seibt-Speedster war ein offener Zweisitzer, der optisch noch deutlich dem Käfer ähnelte. Diese Fahrzeuge waren auf Basis von VW 1200, 1302 und 1303 erhältlich. Der Preis für einen Rohumbau mit Verdeck betrug 6.400 DM. Komplettfahrzeuge kosteten ab 14.900 DM.
1990 folgten der RS 1 Classic und der RS 2 Classic. Dies waren Nachbildungen des Porsche 356 Speedsters. Das Fahrgestell vom VW Käfer fand Verwendung. Für den Antrieb sorgten Motoren vom VW Golf und Passat.
Ab 1992 war ein Modell lieferbar, das dem Porsche Spyder ähnelte. Hier bestand das Fahrgestell aus einem feuerverzinkten Stahlrohrrahmen. Ein Boxermotor mit wahlweise 90 oder 132 PS Leistung trieb das Fahrzeug an.